# 武道大連合・復讐のドラゴン
『武道大連合・復讐のドラゴン』（ぶどうだいれんごう・ふくしゅうのドラゴン、原題：方世玉、英題：The Prodigal Boxer、あるいはKung Fu Punch of Death）は1972年に公開された映画。出演は倉田保昭など。
日本では劇場公開後にテレビ放映され、ロングバージョンが放映されたこともある。別題に『復讐のドラゴン/必殺！格闘技大連合』や『復讐のドラゴン/少林寺秘伝房・燃える九九拳』がある。

## キャスト
| 役名         | 俳優                              | 日本語吹替 | 日本語吹替                        |
| 役名         | 俳優                              | 東京12ch版 | テレビ東京版                      |
| ------------ | --------------------------------- | ---------- | --------------------------------- |
| スーイー     | リー・フォアマン （メン・フェイ） | 頭師孝也   | 水島裕                            |
| ジャガー     | 倉田保昭                          | 青野武     | 筈見純                            |
| バッファロー | ワン・チン                        |            | 屋良有作                          |
| スーチェン   | リー・ラムラム                    | 此島愛子   | 川浪葉子                          |
| タイガー     | テュン・チョイ・ポ                |            | 大木民夫                          |
| リーヤン     | パー・フン                        |            | 公卿敬子                          |
| その他       | N/A                               |            | 伊井篤史 山本竜馬 山口健 飛田展男 |

- 東京12ch版：『復讐のドラゴン/必殺！格闘技大連合』の題で放映
- テレビ東京版：『復讐のドラゴン/少林寺秘伝房・燃える九九拳』の題で放映

## スタッフ
- 監督：チャイ・ヤンミン
- 脚本：ネグー・クワン、クン・ツィン・シン
- 撮影：チャオ・ユン・シン
- 音楽：チャン・チン
- 武術指導：ラウ・カーウィン、ファン・ペイチー

### 日本語版
※テレビ東京版
- 演出：春日正伸
- 翻訳：高橋京子
- 調整：山田太平
- 選曲・効果：赤塚不二夫、PAG
- 制作：テレビ東京、千代田プロダクション